# Heinrich Friedrich Osiander
Heinrich Friedrich Osiander (* 1. Mai 1782 in Stuttgart; † 8. Oktober 1846 ebenda) war ein deutscher Nationalökonom und Finanzwissenschaftler.

## Leben
Osiander entstammt der württembergischen Gelehrtenfamilie Osiander. Über sein Leben ist wenig bekannt. Er soll lange Zeit sehr zurückgezogen gelebt haben. Er wurde in Stuttgart zum Kaufmann ausgebildet und arbeitete dann über Jahre, bis zum Ende der 1820er-Jahre in den Niederlanden, insbesondere in Amsterdam. Er trat bereits in dieser Zeit als Verfechter des Freihandelsprinzips in Erscheinung und war entsprechend ein Widersacher Friedrich Lists. Aus den Niederlanden zurückgekehrt, unterrichtete er eine Zeit lang Sophie von Württemberg als Sprachlehrer.
Osiander lebte zuletzt als Kaufmann und Privatgelehrter in Stuttgart.

## Werke (Auswahl)
- Beleuchtung des Kampfes über Handelsfreiheit und Verbotsystem in den Niederlanden, Diedrichs, Amsterdam 1828.
- Geschichtliche Darstellung der niederländischen Finanzen vom Anfange des Jahres 1830 bis Ende des Jahres 1833: Mit einigen Betrachtungen über das niederländische Grundgesetz, Brodhag, Stuttgart und Amsterdam 1834.
- Betrachtungen über den Preußischen Zolltarif und Deutsche Handelsinteressen, Brodhag, Stuttgart 1837.
- Darstellung der französischen Finanzen seit der Julirevolution von 1830–1837, Schweizerbart, Stuttgart 1839.
- Ueber den Handelsverkehr der Völker, 2 Bände, Cast, Stuttgart 1840.
- Enttäuschung des Publikums über die Interessen des Handels, der Industrie und der Landwirthschaft, oder Beleuchtung der Manufacturkraft-Philosophie des Dr. List, Osiander, Tübingen 1842.
- Der Entwurf zu einem neuen Handelsgesetzbuch für das Königreich Württemberg, vom pracktischen Gesichtspunkt beleuchtet, Fues, Tübingen 1844.